# Андреев, Семён Алексеевич
Семён Алексе́евич Андре́ев (20 сентября 1924, село Эшмикеево, Чувашская автономная область — 23 октября 1943, Днепропетровская область) — гвардии сержант, участник Великой Отечественной войны, погиб в бою. Герой Советского Союза (1944, посмертно).

## Биография
Семён Алексеевич Андреев родился 20 сентября 1924 года в селе Эшмикеево Шемалаковской волости Батыревского уезда (ныне Яльчикского муниципального округа Чувашской Республики Российской Федерации) в крестьянской семье. Учился в Эшмикеевской и Шемалаковской неполных средних школах Яльчикского района, Тойсинской средней школе Батыревского района Чувашской АССР, Еланской средней школе Еланского района Свердловской области, работал заведующим избой-читальней, бригадиром полеводческой бригады.
В ряды Красной Армии С.А. Андреев был призван Яльчикским районным военкоматом в феврале 1943 года. Первоначально служил в запасном полку, получил специальность «бронебойщик». В апреле 1943 года получил первое боевое крещение. Воевал командиром расчёта противотанкового ружья в составе 78-го гвардейского стрелкового полка 25-й гвардейской стрелковой дивизии. Особо отличился при форсировании Днепра и расширении плацдарма на его правом берегу. Так, 26 сентября 1943 года Андреев вместе со всем своим подразделением переправился через Днепр в районе южнее Днепропетровска. Подразделению удалось захватить плацдарм на захваченном немцами берегу, и в течение трёх суток отбивать ожесточённые атаки врага. Андрееву лично удалось подбить вражеский танк. За эти бои он был представлен к высокому званию Героя Советского Союза. Однако во время продолжения наступления, 23 октября 1943 года, Андреев погиб в бою. Он был похоронен в селе Вовниги Солонянского района Днепропетровской области.
22 февраля 1944 года Указом Президиума Верховного Совета СССР Семён Алексеевич Андреев был удостоен высокого звания Героя Советского Союза посмертно.

## Награды
Медаль "Золотая Звезда" (22.02.1944).
Орден Ленина (22.02.1944).
Медаль "За отвагу" (1943).

## Увековечение памяти
Именем Героя названы школа и улица в с. Эшмикеево Яльчиского муниципального округа Чувашской Республики. На доме, где он родился и жил, установлена мемориальная доска. В с. Яльчики на аллее Героев – его бюст. Проводятся различные мероприятия, посвящённые памяти С.А. Андреева.